# Армейские жёны
Армейские жёны (англ. Army Wives) — американский телесериал, выходивший на канале Lifetime с 3 июня 2007 года. В центре сюжета жизнь четырёх женщин, их семей, и мужей, служащих в армии США. Сериал производится ABC Studios, и выходит на Lifetime с 2007 года, являясь самым популярным телешоу канала. В России демонстрируется на кабельном телеканале Fox Life.
24 сентября 2013 года Lifetime закрыл сериал после семи сезонов. Телефильм-окончание был показан в начале 2014 года, чтобы завершить историю.

## Сюжет
Сериал создан по мотивам книги Тани Бианк (Tanya Biank) «Под саблями: Негласный кодекс армейских жён». Действие сериала происходит в вымышленном Форте Маршалл, являющемся военно-морской базой США. База находится в городе Чарльстон, Южная Каролина, где располагается 23-я воздушно-десантная дивизия.
Некоторые эпизоды шоу снимались в окрестностях города Чарльстон. Сама дивизия создавалась сценаристами по прототипу 82-й авиадесантной дивизии Форта Брэгг (персонажи сериала в первых сериях носят нашивки 82-й ВД дивизии).
В пилотном эпизоде Армейских жён Рокси (Салли Прессман) соглашается на внезапное предложение выйти замуж за рядового первого класса Тревора ЛеБланка (Дрю Фуллер) и переезжает вместе с ним и двумя своими сыновьями в Форт Маршалл. Начиная свою жизнь в качестве жены военного, она устраивается на работу барменом в местное заведение бар Джоди. Во время работы Рокси знакомится с Клаудией Джой Холден (Ким Дилейни), которая всячески поддерживает карьеру своего мужа полковника Майкла Холдена (Брайан Макнамара) и следит, чтобы все было в соответствии с политикой базы. Другая армейская жена, Памела Моран (Юриджит Брэнно), беременна близнецами, она стала суррогатной матерью, чтобы вытащить свою семью из долгов. Муж Памелы Чейз является сержантом сверхсекретного подразделения Дельта. Между тем психиатр Роланд Бёртон (Стерлинг Браун) пытается наладить отношения с женой, подполковником Джоан Бёртон (Венди Дэвис), которая только что вернулась из Афганистана. И Дэниз Шервуд (Кэтрин Белл) страдает от гневных приступов сына Джереми (Ричард Брайант) и строгости мужа, майора Фрэнка Шервуда (Терри Серпико). Всех их объединяют роды Памелы на бильярдном столе в баре, где работает Рокси. Не желая, чтобы все узнали о тяжелом финансовом положении её семьи, Памела находит опору в новых друзьях. Все они помогают скрыть информацию о суррогатном материнстве Памелы.
В первом сезоне все они становятся близкими друзьями, которые сталкиваются с различными тяжелыми ситуациями.
Хотя сериал снят по книге, между ними есть различия. Например, муж «книжной» Клаудии Джой разбился на вертолёте во время миссии по розыску останков американских солдат во Вьетнаме.

## Актёры и персонажи

### Основной состав
| Ким Дилейни          | Клаудия Джой Холден                   | Регулярно     | Регулярно     | Регулярно     | Регулярно     | Регулярно     | Регулярно |               |          |  |
| Кэтрин Белл          | Дениз Шервуд                          | Регулярно     | Регулярно     | Регулярно     | Регулярно     | Регулярно     | Регулярно | Регулярно     |          |  |
| Венди Дэвис          | Полковник Джоан Бертон                | Регулярно     | Регулярно     | Регулярно     | Регулярно     | Регулярно     | Регулярно | Регулярно     |          |  |
| Салли Прессман       | Роксана Мари «Рокси» Леблан           | Регулярно     | Регулярно     | Регулярно     | Регулярно     | Регулярно     | Регулярно | Гостевое      |          |  |
| Бриджид Брэнно       | Офицер Памела Моран                   | Регулярно     | Регулярно     | Регулярно     | Регулярно     | Регулярно     | Гостевое  | Гостевое      |          |  |
| Брайан Макнамара     | Генерал-лейтенант Майкл Джеймс Холден | Регулярно     | Регулярно     | Регулярно     | Регулярно     | Регулярно     | Регулярно | Регулярно     |          |  |
| Стерлинг К. Браун    | Доктор Роланд Бертон                  | Регулярно     | Регулярно     | Регулярно     | Регулярно     | Регулярно     | Регулярно | Повторяющийся |          |  |
| Дрю Фуллер           | Лейтенант Тревор Леблан               | Регулярно     | Регулярно     | Регулярно     | Регулярно     | Регулярно     | Регулярно |               |          |  |
| Джереми Дэвидсон     | Чейз Моран                            | Регулярно     | Регулярно     | Регулярно     | Регулярно     | Регулярно     | Гостевое  |               |          |  |
| Ричард Брайант       | Джереми Шервуд                        | Регулярно     | Регулярно     | Регулярно     | Регулярно     | Регулярно     |           |               |          |  |
| Джон Уайт-младший    | Финн Леблан                           | Регулярно     | Регулярно     | Регулярно     | Регулярно     | Регулярно     | Регулярно |               |          |  |
| Люк Бартелм          | Ти Джей Леблан                        | Регулярно     | Регулярно     | Регулярно     | Регулярно     |               |           |               |          |  |
| Коннор Кристин       | Ти Джей Леблан                        |               |               |               |               | Регулярно     | Регулярно |               |          |  |
| Джейк Джонсон        | Лукас Моран                           | Регулярно     | Регулярно     | Регулярно     | Регулярно     | Регулярно     |           |               |          |  |
| Хлоя Дж. Тейлор      | Эйлин Кэтрин «Кэти» Моран             | Регулярно     | Регулярно     | Регулярно     | Регулярно     | Регулярно     |           |               |          |  |
| Ким Аллен            | Аманда Джой Холден                    | Регулярно     | Гостевое      |               |               |               |           |               |          |  |
| Кэролайн Пирес       | Эммалин Холден                        | Регулярно     |               |               |               |               |           |               |          |  |
| Кейтлин Пиппи        | Эммалин Холден                        |               | Повторяющийся | Повторяющийся | Повторяющийся | Повторяющийся | Гостевое  | Гостевое      | Гостевое |  |
| Терри Серпико        | Полковник Фрэнк Шервуд                | Повторяющийся | Повторяющийся | Регулярно     | Регулярно     | Регулярно     | Регулярно | Повторяющийся |          |  |
| Эрин Краков          | Таня Габриэль                         |               |               |               | Повторяющийся | Повторяющийся | Регулярно |               |          |  |
| Келли Уильямс        | Джеки Кларк                           |               |               |               |               |               | Регулярно | Регулярно     |          |  |
| Алисса Диас          | Глория Крус                           |               |               |               |               |               | Регулярно | Регулярно     |          |  |
| Джозеф Джулиан Сория | Гектор Крус                           |               |               |               |               |               | Регулярно | Регулярно     |          |  |
| Торри Девито         | Мэгги Холл                            |               |               |               |               |               |           | Регулярно     |          |  |
| Ашанти               | Латиша Монтклер                       |               |               |               |               |               |           | Регулярно     |          |  |
| Эль Маклемор         | Холли Трумэн                          |               |               |               |               |               |           | Регулярно     |          |  |
| Брук Шилдс           | Полковник ВВС Кэтрин «Кэт» Янг        |               |               |               |               |               |           | Регулярно     |          |  |

### Второстепенный состав
- Чейз Моран — Джереми Дэвидсон[англ.]
- Джереми Шервуд — Ричард Брайант[англ.]
- Финн ЛеБланк — Джон Уайт мл.
- Ти Джей ЛеБланк (сезон 1-4) — Люк Бартелме
- Ти Джей Ле Бланк (сезон 5-) — Конор Кристи
- Лукас Моран — Джейк Джонсон
- Кэти Моран — Хлоя Дж. Тейлор
- Гай Рикс — Антуан Тобиас[англ.]
- Марда Брукс — Гиги Райс[англ.]
- Энджи — Мелисса Понцио
- Ленор Бейкер Людвиг — Рода Гриффис
- Аманда Джой Холден — Ким Аллен[англ.]
- Эммалин Холден (сезон 1) — Кэролайн Пайрс
- Бетти Кемден — Патриция Френч
- Мерилин Поларски — Кейт Ниленд
- Доктор Крис Ферлинжетти — Шеймус Девер
- Майор Брюс Оджен — Джефф Роуз
- Дженифер Коннор — Мейт Гарсия[англ.]
- Шеф (повар бара Буфера) — Тим Парати
- Грант Чендлер — Гарри Хэмлин
- Таня Габриэл — Эрин Краков
- Клейтон Бун — Ли Тергесен
- Уит Картер (сезон 5) — Кори Харт
- Карла Райт (сезон 2) — Келли Коллинз Линтц
- Чарли — Райан Мишель Бат